# Pętla fonologiczna
Pętla fonologiczna (ang. phonological loop) – jeden z trzech składników pamięci roboczej, wyróżniony w teorii Baddeley i Hitch (1994). Pętla fonologiczna przechowuje informacje słuchowe, takie jak słowa. Naukowcy wydzielili taki magazyn w pamięci roboczej dla podkreślenia niezależności magazynowania bodźców słuchowych od bodźców wzrokowych. Najprawdopodobniej istnieją także podobne magazyny specyficzne dla pozostałych zmysłów, jednak nie zostały one jak dotąd poddane szczegółowym badaniom.